# برج پلون تی وی
برج پلون تی وی یک برج مخابراتی در په له ون بلغارستان است. این برج در سال ۱۹۶۰ میلادی گشایش یافته است. په له ون تی وی که بلندایش ۱۰۷ متر است، بلندترین ساختمان این شهر است.